# Nicolas Dahlmann

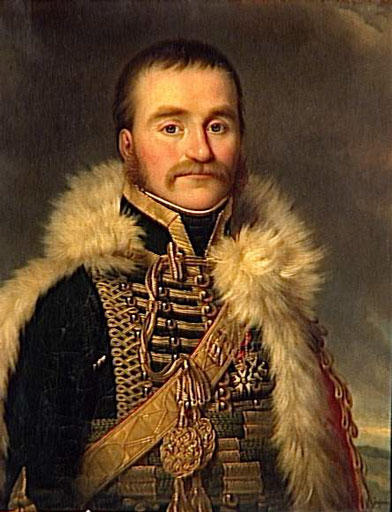
Nicolas Dahlmann

Nicolas Dahlmann (* 7. Dezember 1769 in Thionville; † 10. Februar 1807 in der Schlacht bei Preußisch Eylau) war ein Général de brigade des französischen Ersten Kaiserreichs.

## Leben
Dahlmann kam als Truppenkind (Enfant de troupe) zum Régiment Dauphin-Cavalerie, in dem sein Vater Trompeter war. Hier wurde er ab dem 9. September 1777 regulär besoldet und am 1. November 1785 als Soldat in das Regiment aufgenommen. Am 25. Januar 1790 wurde er zum Brigadier (Unteroffizier in der Kavallerie) befördert, verließ das Regiment jedoch am 5. Juli 1790 und trat am 12. November 1790 in das Régiment d’Alsace ein.
Er diente 1792 in der Moselarmee (Armée de Moselle) und 1793 in der Armée des Pyrénées orientales (Pyrenäenarmee), wo er im Gefecht bei Peyrestortes am 17. September 1793 am rechten Bein verwundet wurde. Von 1796 bis 1798 befand er sich bei der Armée d’Italie (Italienarmee), wo er am 22. Juni 1796 in die Guides à Cheval Napoleons versetzt wurde. Am 20. April 1797 wurde er zum Maréchal-des-logis, am 20. Mai 1797 zum Maréchal des logis chef und am 15. August 1797 zum Sous-lieutenant befördert.
Dahlmann nahm ab 1798 an der Ägyptischen Expedition Bonapartes teil und wurde im Gefecht bei Salahieh (Oberägypten) auf dem Schlachtfeld am 12. August 1798 zum Lieutenant befördert. Er kämpfte in der Schlacht bei Abukir und erhielt nach der Rückkehr Napoleons nach Frankreich den Rang eines Capitaine
Am 13. Januar 1800 wurde er zum Adjudant-major in den Grenadiers à Cheval de la Garde Consulaire (Grenadieren zu Pferde der Garde des consuls) ernannt und erhielt am 13. Oktober 1802 den Rang eines Chef d’escadron in der Garde des consuls. Am 14. Juni 1804 wurde er als Offizier in die Ehrenlegion aufgenommen und bekam am 9. Juni 1805 die Stellung des stellvertretenden Kommandanten seines Regiments mit dem Dienstgrad Major du régiment übertragen.
Er kämpfte am 2. Dezember 1805 in der Schlacht bei Austerlitz und wurde danach am 18. Dezember 1805 zum Colonel-major und stellvertretenden Regimentskommandanten der Chasseurs à cheval de la Garde impériale ernannt. Dahlmann nahm an der Schlacht bei Jena am 14. Oktober 1806 und den Kämpfen bei Lopaczyn am 25. Dezember 1806 teil und wurde am 30. Dezember 1806 zum Général de brigade befördert.

In der Schlacht bei Preußisch Eylau am 8. Februar 1807 erlitt er eine tödliche Verwundung, an der er am 10. Februar 1807 verstarb. 
„Ihn.... traf in der linken Seite ein Granatsplitter, der eine tiefe Verletzung der Niere verursachte. Generell ist diese Verletzung nicht lebensbedrohlich.“
Napoléon wies 1811 der Witwe eine Rente von 6.000 Francs zu, seinem Sohn wurde, obwohl erst zehn Jahre alt, der Titel „Baron de l’Empire“ verliehen. Auf Anweisung Napoleons wurde das Herz Dahlmanns einbalsamiert und im Panthéon bestattet. Sein Name befindet sich auf den Ehrentafeln des Arc de Triomphe auf dem westlichen Pfeiler in der 20. Kolonne an viertletzter Stelle.

## Nachweise
1. ↑  Tradition Magazine hors série N°26
2. ↑   Docteur Dominique-Jean Larrey, Relation médicale, 1840, S. 331